# تيرانوفا مادونا
لوحة تيرانوفا مادونا أو العذراء والطفل والقديس يوحنا وطفل قديس هي لوحة زيتية على الخشب رسمها الفنان الإيطالي رافائيل في فترة عصر النهضة، ونُفذت حوالي عام 1504–1505. تُعرف أيضًا باسم "عذراء تيرانوفا" نسبةً إلى دوقات تيرانوفا الإيطاليين الذين كانت اللوحة في حوزتهم قبل أن تُنقل إلى متاحف برلين الحكومية، حيث توجد منذ عام 1854.وهي معروضة حاليًا في معرض جيمالد غاليري في برلين.

## قراءة إضافية
- Rosenberg, Adolf (1906). Raffael: Des Meisters Gemälde in 203 Abbildungen [Raphael: The Master’s Painting in 203 Illustrations] (بالألمانية). Stuttgart, Leipzig: Deutsche Verlags-Anstalt.
- Shearman، John. Studi su Raffaello. Turin: Electa.